# Wilhelm II. (Braunschweig-Lüneburg)

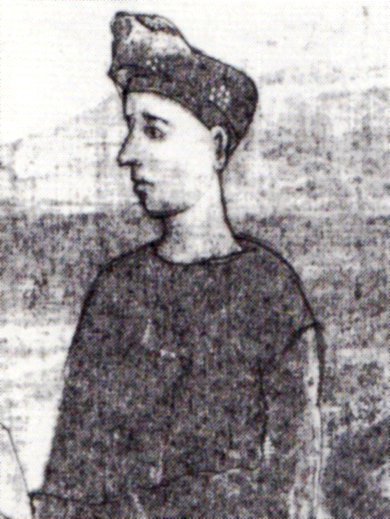
Wilhelm II. auf einer Wandmalerei im Fürstensaal im Lüneburger Rathaus

Wilhelm II., Herzog zu Braunschweig und Lüneburg (* um 1300; † 23. November 1369) war von 1330 bis 1369 Fürst von Lüneburg.

## Leben
1330 übernahm er gemeinsam mit seinem Bruder Otto die Herrschaft im ungeteilten Land.
Ein Schwerpunkt ihrer Herrschaft in den ersten Jahren war die territoriale Konsolidierung des Fürstentums. So gelang es ihnen durch den Erwerb des Dorfes Fallersleben, des Gerichts Grevenla, der Grafschaft Papenteich, Schwülper und Wettmarshagen, ihren Besitz im Raum Gifhorn deutlich zu erhöhen. Zur Finanzierung ihrer Erwerbspolitik versetzten sie zahlreiche Schlösser an ihre Dienstmannen. Ein weiterer Schwerpunkt war die politische Unterstützung der wirtschaftlich aufstrebenden Städte. Insbesondere der Lüneburger Handel profitierte von der Schiffbarmachung der Ilmenau zwischen Lüneburg und Uelzen sowie von Wirtschaftsverträgen zwischen den Lüneburger Fürsten und den Herzögen von Sachsen-Lauenburg.
1339 schlossen Wilhelm und sein Bruder Otto mit ihrem Bruder Ludwig, dem Bischof von Minden, einen Vertrag, durch den sie in den folgenden Jahren weitgehende Herrschaftsrechte im Mindener Bistum ausüben konnten. Im Gegenzug übernahmen sie die finanzielle Versorgung Ludwigs, der sich aufgrund der desolaten Finanzlage des Bistums nicht aus diesem versorgen konnte. Ludwig verblieb als Folge dieses Vertrages nur die geistige Oberhoheit über das Bistum. 
1359 führte Wilhelm eine Fehde gegen Erich von Sachsen-Lauenburg, in deren Folge er die Riepenburg und weitere Schlösser eroberte. Drei Jahre später vermählte Wilhelm sich in vierter Ehe mit Agnes, der Tochter Herzogs Erichs, und gab den Großteil der eroberten Schlösser an die Lauenburger Herzöge zurück. 
Nach dem Tod seines Bruders Otto III. richtete sich Wilhelms Aufmerksamkeit zunehmend auf die Erbfolge im Lüneburger Land. 1355 verheiratete er seine jüngere Tochter mit ihrem Braunschweiger Vetter Ludwig. Da dieser zudem als Erbe des braunschweigischen Landes eingesetzt werden sollte, wären hiermit die geteilten Besitztümer des Herzoghauses wieder in einer Hand vereinigt worden. Ungeachtet dessen hatte Kaiser Karl IV. zwischenzeitlich eine Eventualbelehnung von Albrecht von Sachsen-Wittenberg, dem Sohn von Wilhelm II. Tochter Elisabeth, gemeinsam mit dessen beiden Onkeln Wenzel und Rudolf, mit dem Lüneburger Fürstentum vollzogen, da er dieses, im Falle des Todes Wilhelms, als heimgefallenes Reichslehen betrachtete. Hiermit wurde der Grundstein für den nach Wilhelms Tod beginnenden Lüneburger Erbfolgekrieg gelegt.
Weitere Probleme waren durch Wilhelms Nichte Mathilde, der Tochter seines Bruders Otto III., dazugekommen. Ihr Ehemann Otto von Waldeck machte ebenfalls Ansprüche geltend. Vom kaiserlichen Hofgericht wurden diesem 100.000 Mark, dies entsprach in etwa der Hälfte des Fürstentums, zugesprochen. Als Reaktion auf die Weigerung Wilhelms, dies zu bezahlen, wurde zuerst die Reichsacht und, nach einem weiteren vergeblichen Vermittlungsversuch, die Aberacht über ihn vom Kaiser ausgesprochen und der Bischof von Minden mit deren Vollzug beauftragt. Ob es dazu jedoch kam, ist nicht bekannt. Seinen Tod vor Augen übergab er schließlich Magnus von Braunschweig-Lüneburg, der nach dem Tod seines Bruders Ludwig als Erbe bestimmt worden war, die Regierung im Fürstentum, ehe er am 23. November 1369 in Lüneburg verstarb.

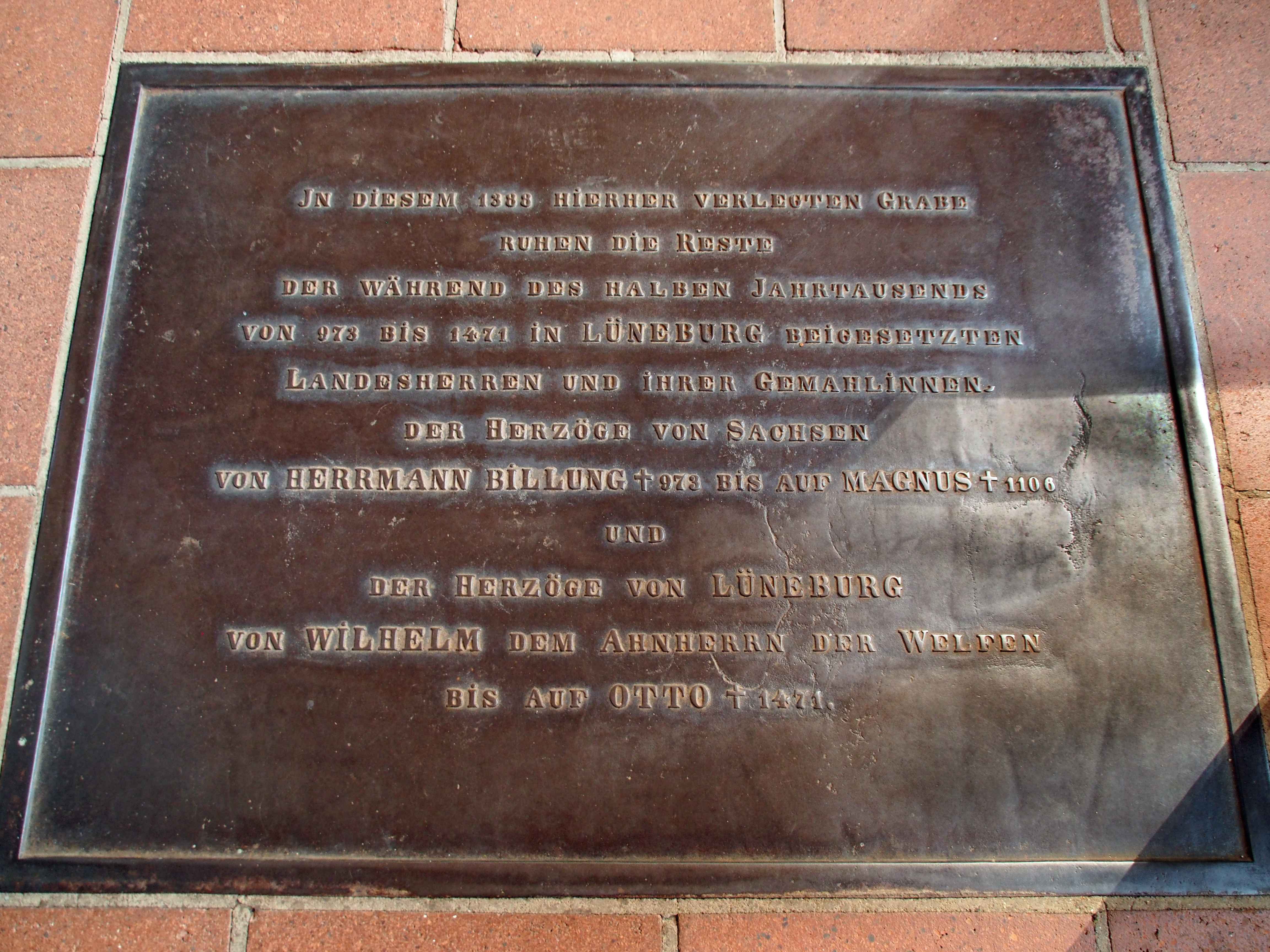
Grabplatte in der St. Michaeliskirche Lüneburg

Wilhelm II. wurde in der Kirche St. Michaelis in Lüneburg bestattet.

## Familie
Wilhelm war viermal verheiratet und hatte aus den ersten beiden seiner 4 Ehen jeweils eine Tochter.
Aus seiner 1. Ehe (vor 7. April 1328) mit Hedwig von Ravensberg († 5. Dezember 1336):
1. Elisabeth († 1384)

⚭ Otto von Sachsen-Wittenberg († 30. März 1350)
⚭ (ca. 1354) Nikolaus Graf von Holstein (* 1321; † 1397), Sohn von Gerhard III. (Holstein-Rendsburg)
Aus seiner 2. Ehe mit Marie († spätestens 1340):
1. Mathilde   († nach 16. Mai 1410)

⚭ 1355 Ludwig von Braunschweig-Lüneburg († 5. November 1367), Sohn des Herzogs Magnus I. von Braunschweig-Wolfenbüttel und Sophie von Brandenburg (1300–1356)
⚭ 25. Juni 1368 Otto I. von Holstein-Schaumburg († 1404)
Seine 3. Ehe (⚭ 12. März 1346) mit Sophie von Anhalt († 18. Dezember 1362) und seine 4. Ehe (⚭ 24. Juni 1363) mit Agnes von Sachsen-Lauenburg blieben kinderlos.